# Darantasia
Darantasia is een geslacht van vlinders van de familie spinneruilen (Erebidae), uit de onderfamilie Arctiinae.

## Soorten
- D. apicata Hampson, 1914
- D. caerulescens Druce, 1899
- D. cuneiplena Walker, 1859
- D. cyanifera Hampson, 1914
- D. cyanoxantha Hampson, 1914
- D. ecxathia Hampson, 1914
- D. goldiei Druce, 1898
- D. mesosema hamsp, 1914
- D. obliqua Hampson, 1900
- D. pardalina Felder, 1875
- D. pervittata Hampson, 1903
- D. punctata Hampson, 1900
- D. semiclusa Walker, 1864
- D. triplagiata Hampson, 1900
- D. xenodora Meyrick, 1886